# 230 (getal)
230 (tweehonderddertig) is het natuurlijke getal dat na 229 en voor 231 komt.

## In de wiskunde
- Tweehonderddertig is het aantal ruimtegroepen in drie dimensies.